# بوبي غوستافسون
بوبي غوستافسون (بالإنجليزية: Bobby Gustafson)‏ هو كاتب أغاني وعازف قيثارة أمريكي، ولد في 15 يوليو 1965 في جزيرة ستاتن في الولايات المتحدة.